# Mistrzostwa Świata w Saneczkarstwie 1957
Mistrzostwa Świata w Saneczkarstwie 1957 – druga edycja mistrzostw świata w saneczkarstwie, rozegrana w 1957 roku w szwajcarskim Davos. Były to pierwsze mistrzostwa rozgrywane pod auspicjami Międzynarodowej Federacji Saneczkarstwa (FIL). Rozegrane zostały trzy konkurencje – jedynki kobiet, jedynki mężczyzn oraz dwójki mężczyzn. W tabeli medalowej najlepsze było RFN.

## Wyniki

### Jedynki kobiet
| Medal | Zawodniczka   | Państwo | Czas | Strata |
| ----- | ------------- | ------- | ---- | ------ |
|       | Maria Isser   | Austria |      |        |
|       | Helga Müller  | RFN     |      |        |
|       | Brigitte Fink | Włochy  |      |        |

### Jedynki mężczyzn
| Medal | Zawodnik      | Państwo    | Czas | Strata |
| ----- | ------------- | ---------- | ---- | ------ |
|       | Hans Schaller | RFN        |      |        |
|       | Bibi Torriani | Szwajcaria |      |        |
|       | Erich Raffl   | Austria    |      |        |

### Dwójki mężczyzn
| Medal | Zawodnicy                        | Państwo | Czas | Strata |
| ----- | -------------------------------- | ------- | ---- | ------ |
|       | Josef Strillinger/Fritz Nachmann | RFN     |      |        |
|       | Giorgio Pichler/Giovanni Graber  | Włochy  |      |        |
|       | Erich Raffl/Ewald Walch          | Austria |      |        |

## Klasyfikacja medalowa
| Miejsce | Państwo    | złoto | srebro | brąz | Razem |
| ------- | ---------- | ----- | ------ | ---- | ----- |
| 1.      | RFN        | 2     | 1      | 0    | 3     |
| 2.      | Austria    | 1     | 0      | 2    | 3     |
| 3.      | Włochy     | 0     | 1      | 1    | 2     |
| 4.      | Szwajcaria | 0     | 1      | 0    | 1     |